# Parabrotulidae
Parabrotulidae (Naaldvissen) zijn een familie van straalvinnige vissen uit de orde van Naaldvisachtigen (Ophidiiformes).

## Geslachten
- Leucobrotula Koefoed, 1952
- Parabrotula Zugmayer, 1911